# New Zealand Post
New Zealand Post Ltd (maor. Tukurau Aotearoa) – operator pocztowy oferujący usługi pocztowe w Nowej Zelandii, z siedzibą w stolicy kraju – Wellingtonie. Przedsiębiorstwo powstało w 1987 roku.